# Pazarspor Kulübü
Il Pazarspor Kulübü è una società calcistica professionistica turca con sede a Pazar, nella provincia di Rize, che milita nella TFF 3. Lig, la quarta serie del campionato di calcio turco.
Fondato nel 1973, il club è il secondo club per importanza della provincia.

## Statistiche
- TFF 1. Lig: ????
- TFF 2. Lig: 2005-2009, 2013-
- TFF 3. Lig: ????-2004, 2009-2013

## Palmarès

### Competizioni nazionali
- TFF 3. Lig: 1

2004-2005

## Stadio
Il club gioca le gare casalinghe al Pazar İlçe Stadium che ha una capacità di 2500 posti a sedere.